# Estado de Deseret
El estado de Deseret (pronunciado /ˌdɛzəˈrɛt/ (escucharⓘ)) fue un estado provisional de los Estados Unidos, propuesto en 1849 por los pioneros mormones de Salt Lake City. 
El estado provisional existió por poco más de dos años y nunca fue reconocido por el gobierno federal de los Estados Unidos. El nombre deriva de la palabra Abeja del libro del mormón.

## Historia

### Propuesta
Cuando los miembros de la Iglesia de Jesucristo de los Santos de los Últimos Días se establecieron en el Valle del Lago Salado deseaban establecer un gobierno que fuese reconocido por los Estados Unidos.
Inicialmente Brigham Young, presidente de la Iglesia mormona, había intentado alcanzar el estatus de territorio, enviando a John Milton Bernhisel a Washington D. C. con la petición de estatus territorial. Al enterarse de que California y Nuevo México habían solicitado su admisión como estados, Young cambió de opinión y decidió solicitar el estatus de estado de la Unión.
En marzo de 1849, decidieron no seguir los pasos para conseguir el reconocimiento como territorio, Young y otros mormones delinearon una constitución estatal basada en la de Iowa, donde los mormones se habían instalado temporalmente, y la enviaron a imprimir junto con los registros estatales. Posteriormente, se envió un segundo mensajero a alcanzar a Bernhisel en Washington D. C., para solicitar la petición de estado y no como territorio.

### Territorio
El territorio comprendía todas las tierras entre la Sierra Nevada y las Montañas Rocosas, la frontera con México y al norte con el territorio de Oregón. Incluía los territorios bañados por el Río Colorado y el total de la Gran Cuenca.
La propuesta para la creación del estado fue considerada muy ambiciosa y difícilmente tendría éxito en el Congreso, incluso descontando la controversia sobre las prácticas mormonas tales como la poligamia. En el año de 1849 el presidente Zachary Taylor, tratando de evitar disputas envió un agente para combinar California y Deseret en un mismo estado que tendría el efecto de reducir el número estados libres que entraran a la Unión y mantener el balance en el Senado.

### Establecimiento del Territorio de Utah
En septiembre de 1850, como parte del Compromiso de 1850, se creó el Territorio de Utah por el Congreso de los Estados Unidos, tomando una parte del territorio considerado para el estado de Deseret.
El 3 de febrero de 1851, Brigham Young fue nombrado primer gobernador del Territorio de Utah. El 4 de abril de 1851 la asamblea general de Deseret decidió disolver el estado.